# Sansevieria metallica
Espèce
Classification APG III (2009)
Sansevieria metallica, également appelée Dracaena zebra, est une espèce de plantes de la famille des Liliaceae et du genre Sansevieria.

## Description
Plante succulente, Sansevieria metallica est une espèce de sansevières à longues feuilles (70 à 110 cm de longueur et 4,5 à 6 cm de largeur), lancéolées, plates (mais avec un pétiole présentant un sillon), et de couleur vert-blanchâtre fortement tachetées de manière irrégulière de zones plus crayeuses,. Elles poussent directement par une à trois depuis leur rhyzome rougeâtre, de 2 cm de diamètre, sans stype à leurs bases. Les inflorescences mesurent de 40 à 102 cm de longueur, avec des pédoncules de 45 à 60 cm, un rachis de 31 à 45 cm, présentant deux à sept fleurs par branche de couleur blanches parfois teintées de rouge.
Elle a été identifiée comme espèce à part entière en 1903 par les botanistes français Joseph Gérôme et Oscar Labroy.

## Distribution et habitat
L'espèce est originaire du sud-est de l'Afrique australe, où elle est présente au Mozambique, au Malawi et dans la région du KwaZulu-Natal en Afrique du Sud. Elle a été introduite aux Îles Marshall, à La Réunion et aux Îles Carolines. Elle pousse en massifs buissonants dans les terrains sableux entre 0 et 900 m d'altitude,.

## Synonymes
L'espèce présente des synonymes, :
- Acyntha metallica (Gérôme & Labroy, 1903 ; Chiovenda, 1940)
- Dracaena zebra (Gérôme & Labroy, 1903 ; Byng & Christenh., 2018)

et trois variétés :
- Sansevieria metallica var. metallica (Gérôme & Labroy, 1903)
- Sansevieria metallica var. longituba (N.E. Brown, 1915)
- Dracaena zebra var. nyasica (N.E. Brown., 1903 ; Byng & Christenh., 2018)